# پارک ملی اپانینو لوکانو
پارک ملی اپانینو لوکانو (به ایتالیایی: Parco nazionale dell'Appennino Lucano Val d'Agri Lagonegrese) یک پارک ملی و منطقه حفاظت‌شده در ایتالیا است که در استان پوتنزا واقع شده‌است.